# Часник постарілий
Часник постарілий (Allium senescens) — вид багаторічних рослин підродини цибулевих (Allioideae).

## Поширення
Ареал виду охоплює практично всю територію Європи, Сибір, Казахстан, Монголію, Китай і Корею.

## Морфологія
Трав'яниста багаторічна цибулинна рослина. Цибулини по 1–2 сидять на товстому горизонтальному кореневищі, яйцеподібно-циліндричні, одягнені зовні чорнуватими плівчастими, цільними оболонками. Стебло 30–60 см заввишки. Листя 5–10(12) мм шириною, плоске, лінійне, злегка зігнуте, скупчене біля основи. Парасолька напівкуляста або куляста, багатоквіткова, густа. Листочки оцвітини рожеві, яйцеподібно-еліптичні. Нитки тичинок в 1,5 рази довші оцвітини, цільні, шилоподібні. Стовпчик значно видається з оцвітини. 2n = 32, 40, 48.

## Екологія
Петрофіт, який зростає на степових кам'янистих і щебенистих схилах.

## Використання
Харчова, вітаміноносна, декоративна рослина. Має близьку спорідненість з видом, введеним в культуру, Allium nutans.